# Joan Oñós

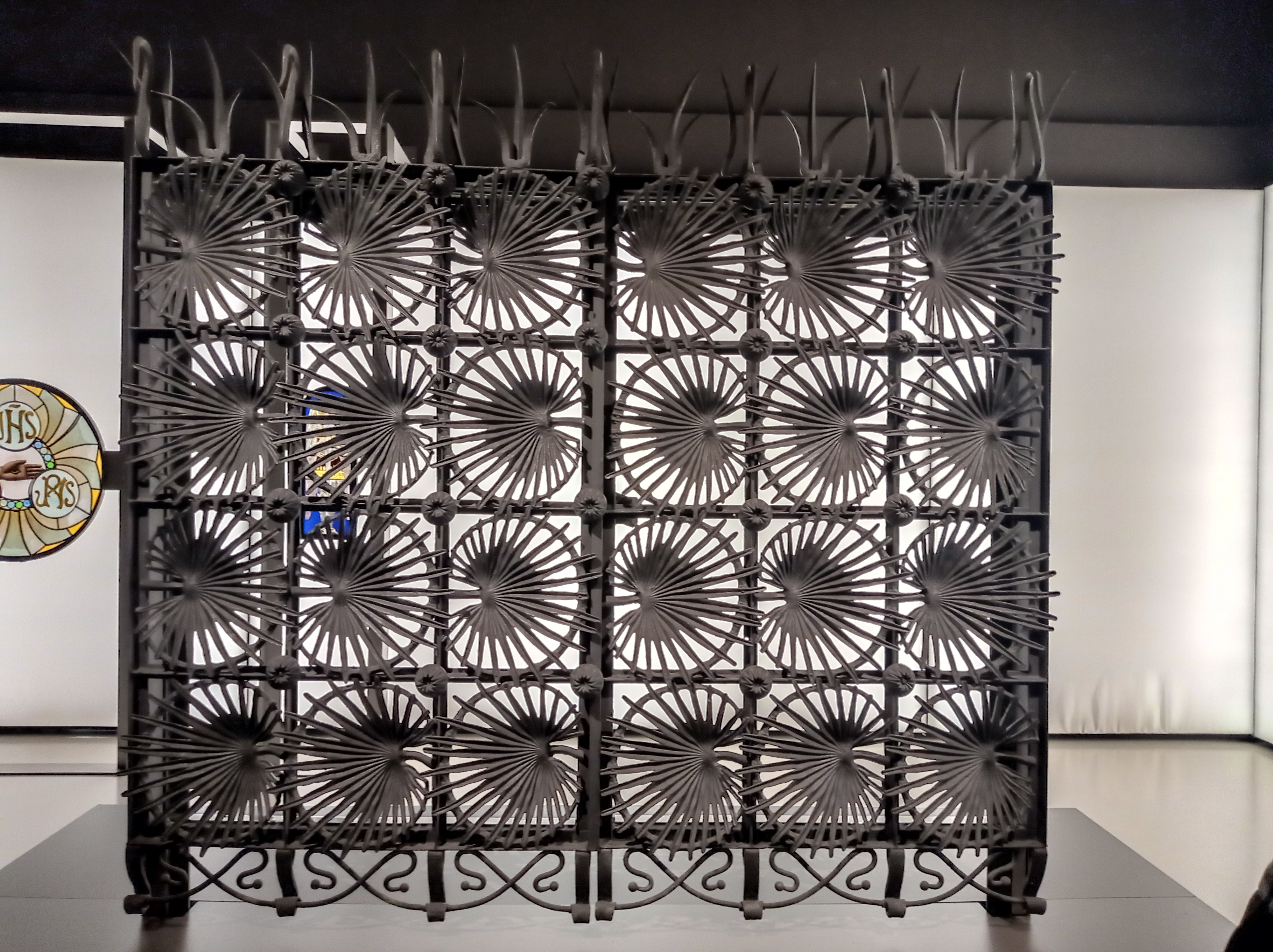
Sección de la reja de palmito de la casa Vicens (1883-1885), conservada en el Museo Nacional de Arte de Cataluña

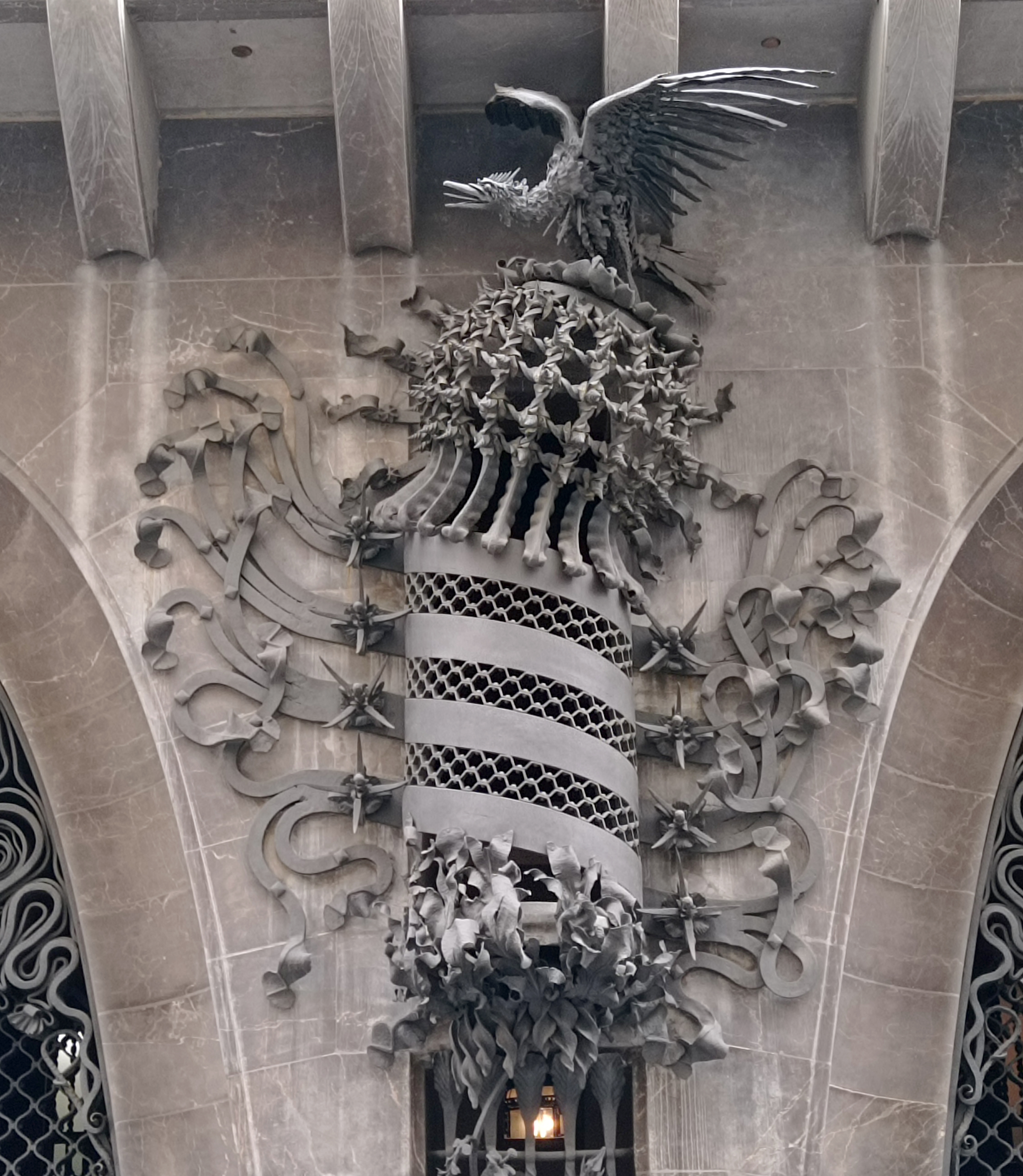
Yelmo de Pedro el Ceremonioso, palacio Güell (1886-1889)

Joan Oñós Serinanell (?-1918) fue un herrero y forjador español, conocido sobre todo como colaborador de Antoni Gaudí. 

## Biografía
Tenía un taller de forja en la calle de Aragón de Barcelona, entre el paseo de San Juan y la calle de Roger de Flor. Contó entre sus ayudantes con los hermanos Lluís y Josep Badia Miarnau, que heredaron su taller y fueron también asiduos colaboradores de Gaudí.
Oñós trabajó para varios arquitectos, como Joan Martorell, Camil Oliveras y Cristóbal Cascante, pero su obra es conocida sobre todo por su relación con Gaudí, para el que ejecutó diversos proyectos diseñados por el arquitecto, como las rejas de hojas de palmito de la casa Vicens (1883-1885), las rejas de acceso y lámparas de gas del palacio Güell (1886-1889), la reja de la casa Botines (1891-1892) —para la que acompañó a Gaudí a León—, la reja de la columna-parteluz que representa el árbol de Jesé en el portal de la Caridad de la fachada del Nacimiento de la Sagrada Familia (1896), los picaportes de la casa Calvet (1898-1899) y los bancos y maceteros de la cripta de la Colonia Güell (1908-1914).
Entre estas obras conviene destacar el trabajo realizado en el palacio Güell, donde Oñós colaboró con el forjador Salvador Gabarró, así como con los hermanos Badia. Aquí realizó las puertas de entrada, que en su parte superior presentan unas rejas caladas de hierro forjado que representan dos serpientes que con sus colas forman las letras E y G (de Eusebi Güell), mientras que entre las puertas se sitúa otra celosía de hierro ornamentada con el escudo de Cataluña y un yelmo con un ave fénix, que representa el yelmo del rey Pedro el Ceremonioso.
- Bassegoda Nonell, Juan (1989). El gran Gaudí. Sabadell: Ausa. ISBN 84-86329-44-2.
- Giordano, Carlos; Palmisano, Nicolás; González Torán, Xavier; Regàs, Ricard (2013). Palacio Güell. Barcelona: Dos de Arte Ediciones. ISBN 978-84-96783-63-8.
- Lahuerta, Juan José (2021). Gaudí. Barcelona: Museu Nacional d'Art de Catalunya. ISBN 978-84-8043-374-7.

- Datos: Q114390210